# عنقاء (اختلال ضال)
«عنقاء» (بالإنجليزية: Phoenix)‏ هي الحلقة الثانية عشر للموسم الثاني من مسلسل إيه إم سي التلفزيوني الدرامي اختلال ضال. تم بثها على إيه إم سي في 24 مايو 2009.

## وصلات خارجية
- «فينيكس» على إيه إم سي (بالإنجليزية)
- «فينيكس» على قاعدة بيانات الأفلام على الإنترنت (بالإنجليزية)